# Igor Vori
Igor Vori (Zagabria, 20 settembre 1980) è un allenatore di pallamano, dirigente sportivo ed ex pallamanista croato, direttore sportivo della nazionale croata.

## Carriera

### Giocatore
Ha vinto due medaglie olimpiche nella pallamano con la nazionale maschile croata, in particolare ha conquistato una medaglia d'oro alle Olimpiadi di Atene 2004 e una medaglia di bronzo alle Olimpiadi di Londra 2012.
Ha partecipato anche alle Olimpiadi di Pechino 2008.
Inoltre ha conquistato una medaglia d'oro (2003), due medaglie d'argento (2005 e 2009) e una medaglia di bronzo (2013) ai campionati mondiali; due medaglie d'argento (2008 e 2010) e una medaglia di bronzo (2012) ai campionati europei.

### Allenatore
Dopo essere stato nello staff tecnico della Nazionale croata e del PPD Zagreb, viene chiamato a guidare proprio il Zagreb per la stagione 2020-2021. Dopo una brutta partenza in campionato e in Champions, ad ottobre viene esonerato.

### Dirigente
Oltre ad essere il direttore sportivo delle Nazionali maschili croate, è stato a capo della commissione atleti IHF dall'aprile 2020 fino al termine delle Olimpiadi del 2021 di Tokyo.